# Prule-Brücke
Die Prule-Brücke (Prulski most) ist eine Straßen- und Fußgängerbrücke in Ljubljana, der Hauptstadt von Slowenien, die den Fluss Ljubljanica überquert. Sie verbindet die Janežičeva cesta (benannt nach Anton Janežič) in Prule im südlichen Teil des Stadtbezirks Center mit der Opekarska-Straße (Ziegelmacherstraße) im Stadtbezirk Trnovo.

## Geschichte
Als erste Brücke an dieser Stelle wurden um 1900 die an ihrem ursprünglichen Platz nicht mehr benötigte, hölzerne St.-Peters-Brücke genutzt. Pläne für eine Stahlbetonbrücke wurden bereits vor dem Ersten Weltkrieg gemacht, aber erst 1989 konkretisiert.

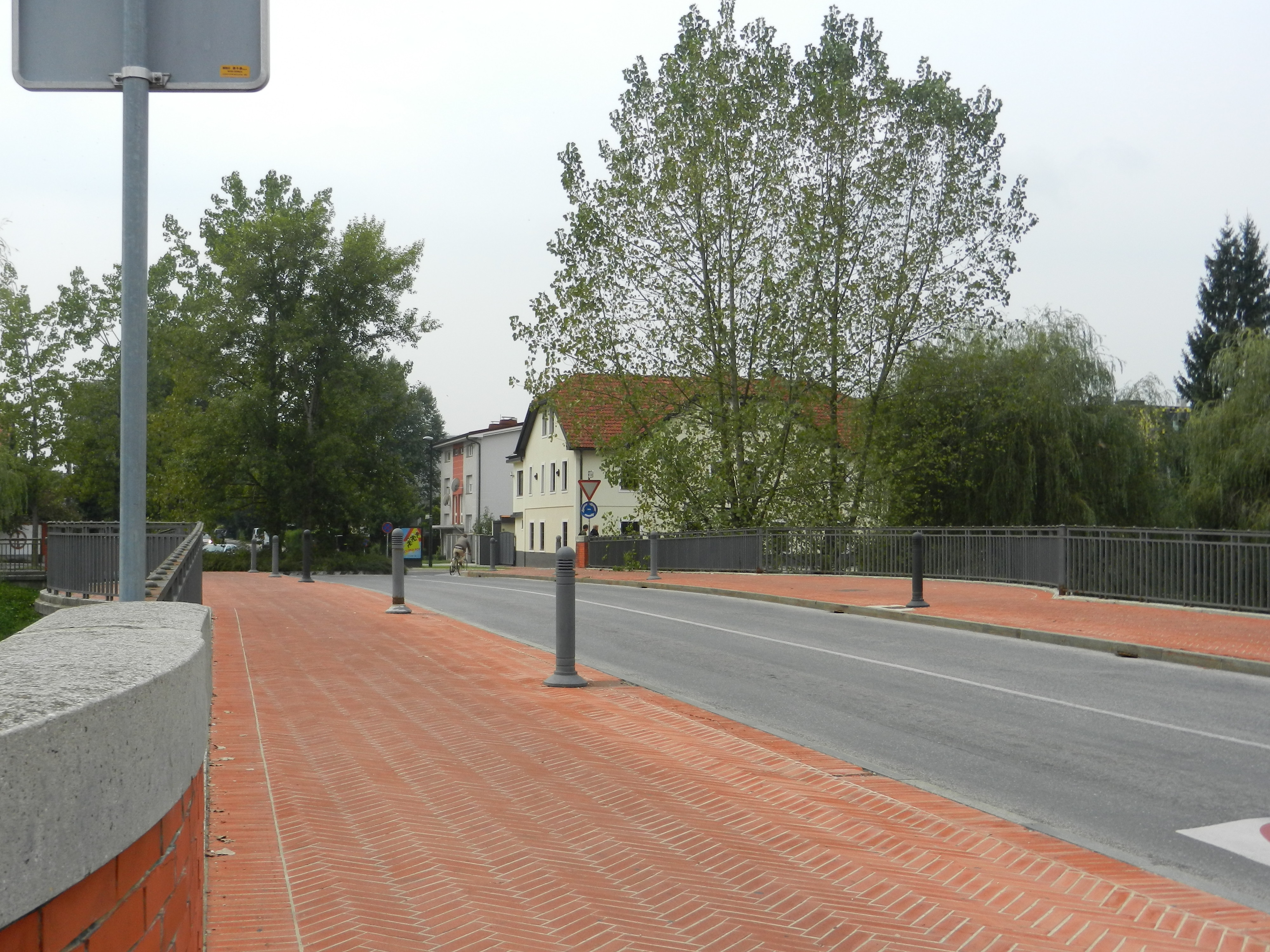

Die heutige Prule-Brücke wurde 1993 gebaut und im Frühjahr 1994 dem Verkehr übergeben. Die für Fußgänger bestimmten Seitenteile der Brücke sind in Erinnerung an die Ziegelmacher mit rotem Backstein gepflastert. In der Mitte der Prule-Brücke befindet sich ein halbkreisförmiger Aussichtspunkt.
Südlich der Brücke liegt auf der rechten Seite der Ljubljanica an der Südspitze des Stadtbezirks Center der Špica-Park, und zwar an der Stelle, wo der Gruberkanal abfließt.

## Trnovski pristan
Auf der linken Flussseite verläuft vom Abfluss des Kanals bis zur Mündung der Gradaščica die Uferpromenade Trnovski pristan (Hafen von Trnovo) mit ihren großen, zum Fluss absteigenden Steintreppen. Hier entlud man früher die Steine, die zum Bau der Stadt bestimmt waren. Als Jože Plečnik später die Flussufer der Ljubljanica gestaltete, schuf er an der Uferböschung dieses Bereichs einen Spazierweg, der von Trauerweiden und den bereits erwähnten Steintreppen geprägt ist.

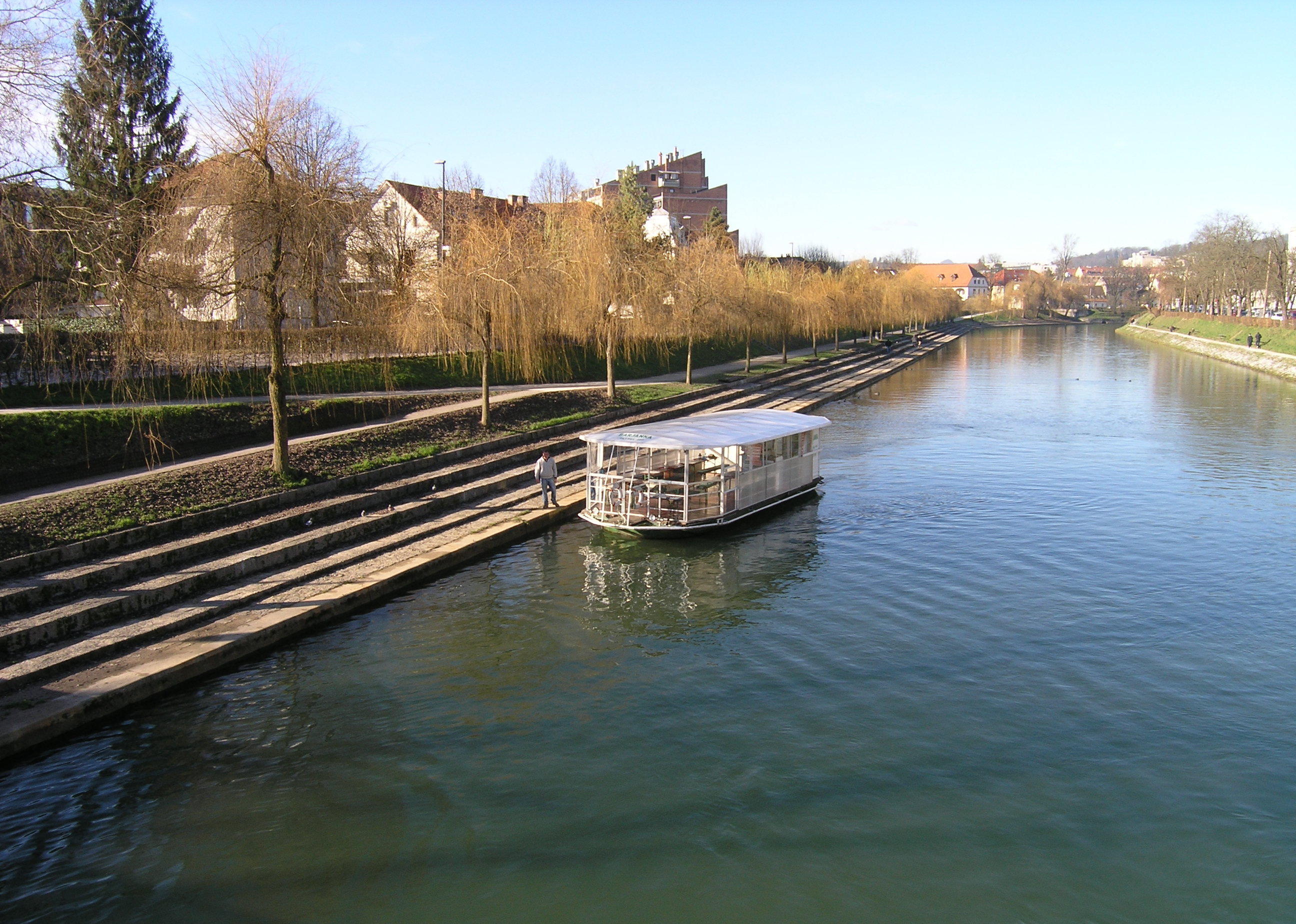
Trnovski pristan